# David Ruelle
David Ruelle (Gante, 20 de agosto de 1935) é um físico belga.

## Obras
- Zufall und Chaos. Springer (primeiramente em francês 1991)
- Statistical mechanics- rigorous results. New York, Benjamin 1969
- Thermodynamic formalism. Addison Wesley 1978
- Dynamic Zetafunctions and piecewise monotone maps of the interval. American Mathematical Society, 1994
- Turbulence, strange attractors and chaos. World Scientific 1995 (reprints)
- Chaotic evolution and strange attractors. Cambridge 1989
- Elements of differentiable dynamics and bifurcation theory. Academic Presss 1989
- mit F. Takens: On the nature of turbulence. In: Communications in Mathematical Physics. Band 20, 1971, S. 167–192, errata Band 23, 1971, S. 343
- Strange attractors. Mathematical Intelligencer 1980
- mit J.-P. Eckmann: Ergodic theory of chaos and strange attractors. In: Reviews of Modern Physics. Band 57, 1985, S. 617
- On the asymptotic condition in Quantum Field Theory. In: Helvetica Physica Acta. Band 35, 1962, S. 147–163 (Haag-Ruelle Theorie)
- Turbulence, Strange Attractors and Chaos (Reprints seiner Aufsätze), World Scientific, Singapur 1995